# (17186) Sergivanov
(17186) Sergivanov (1999 VP28) – planetoida z pasa głównego asteroid okrążająca Słońce w ciągu 3,69 lat w średniej odległości 2,39 j.a. Odkryta 3 listopada 1999 roku.